# Пам'ятки архітектури Камінь-Каширського району
Станом на 1 січня 2009 року у Камінь-Каширському районі Волинської області нараховується 19 пам'яток архітектури, з яких 12 — національного значення.
| № п/п | Найменування пам'ятки (матеріал)         | Адреса                             | Дата спорудження (автор) | Охор. № та № у комплексі | Дата і № рішення                                  |
| ----- | ---------------------------------------- | ---------------------------------- | ------------------------ | ------------------------ | ------------------------------------------------- |
| 1     | Церква Різдва (дер.)                     | м.Камінь-Каширський вул. Волі, 100 | 1723 р.                  | 108                      | Постанова Ради Міністрів УРСР від 24.08.63 №970   |
| 2     | Іллінська церква (дер.)                  | м.Камінь-Каширський вул. Волі,3    | 1700 р.                  | 1021                     | Постанова Ради Міністрів УРСР від 06.09.79.№442   |
| 3     | Каплиця Домініканського монастиря (мур.) | м. Камінь-Каширський               | 17 ст.                   | 156-м                    | Рішення виконкому обласної ради від 03.04.92 №76  |
| 4     | Михайлівська церква (дер.)               | с. Верхи                           | 1742 р.                  | 110                      | Постанова Ради Міністрів УРСР від 24.08.63 №970   |
| 5     | Михайлівська церква (дер.)               | с. Грудки (Ольбле-Руське)          | 1775 р.                  | 111                      | -//-                                              |
| 6     | Успенська церква (дер.)                  | с. Качин                           | 1589 р.                  | 112                      | -//-                                              |
| 7     | Стрітенська церква (дер.)                | с. Видричі (Михнівка)              | 1642 р.                  | 113                      | -//-                                              |
| 8     | Преображенська церква (дер.)             | с.Нуйно (Ольбле-Лядське)           | 1600 р.                  | 114                      | -//-                                              |
| 9     | Церква Різдва (дер.)                     | с. Видерта                         | 1737 р.                  | 1022                     | Постанова Ради Міністрів УРСР від 06.09.79 №442   |
| 10    | Успенська церква (дер.)                  | с. Запруддя                        | 1795 р.                  | 1023                     | -//-                                              |
| 11    | Параскевська церква (дер.)               | с. Осовці                          | 1777 р.                  | 1024                     | -//-                                              |
| 12    | Михайлівська церква (дер.)               | с. Хотешів                         | 1790 р.                  | 1025                     | -//-                                              |
| 13    | Церква Іоанна Предтечі (дер.)            | с. Гута Каменська                  | поч. 18 ст.              | 98-м                     | Рішення виконкому обласної ради від 27.08.90 №187 |
| 14    | Покровська церква (дер.)                 | с. Ворокомле                       | 1889 р.                  | 155-м                    | Рішення виконкому обласної ради від 03.04.92 №76  |
| 15    | Хрестовоздвиженська церква (дер.)        | с. Личини                          | 1907 р.                  | 157-м                    | -//-                                              |
| 16    | Покровська церква (дер.)                 | с.Нуйно (Ольбле-Лядське)           | 1841 р.                  | 158-м                    | -//-                                              |
| 17    | Церква Різдва Богородиці (дер.)          | с. Полиці                          | 1825 р.                  | 159-м                    | -//-                                              |
| 18    | Благовіщенська церква (дер.)             | с. Раків Ліс                       | 1914 р.                  | 160-м                    | -//-                                              |
| 19    | Церква Різдва Богородиці (дер.)          | с. Сошично                         | 1902 р.                  | 161-м                    | -//-                                              |
|       |                                          |                                    |                          |                          |                                                   |

## Джерело
- [Архівовано 9 листопада 2016 у Wayback Machine.] Пам'ятки Волинської області